# Новая Васильевка (Самарская область)
Новая Васильевка — посёлок в Ставропольском районе Самарской области. Административно входит в сельское поселение Нижнее Санчелеево.

## География
Посёлок расположен в Ставропольском районе в нескольких километрах к северу от Тольятти.

## Население
| 2010 |
| ---- |
| 17   |

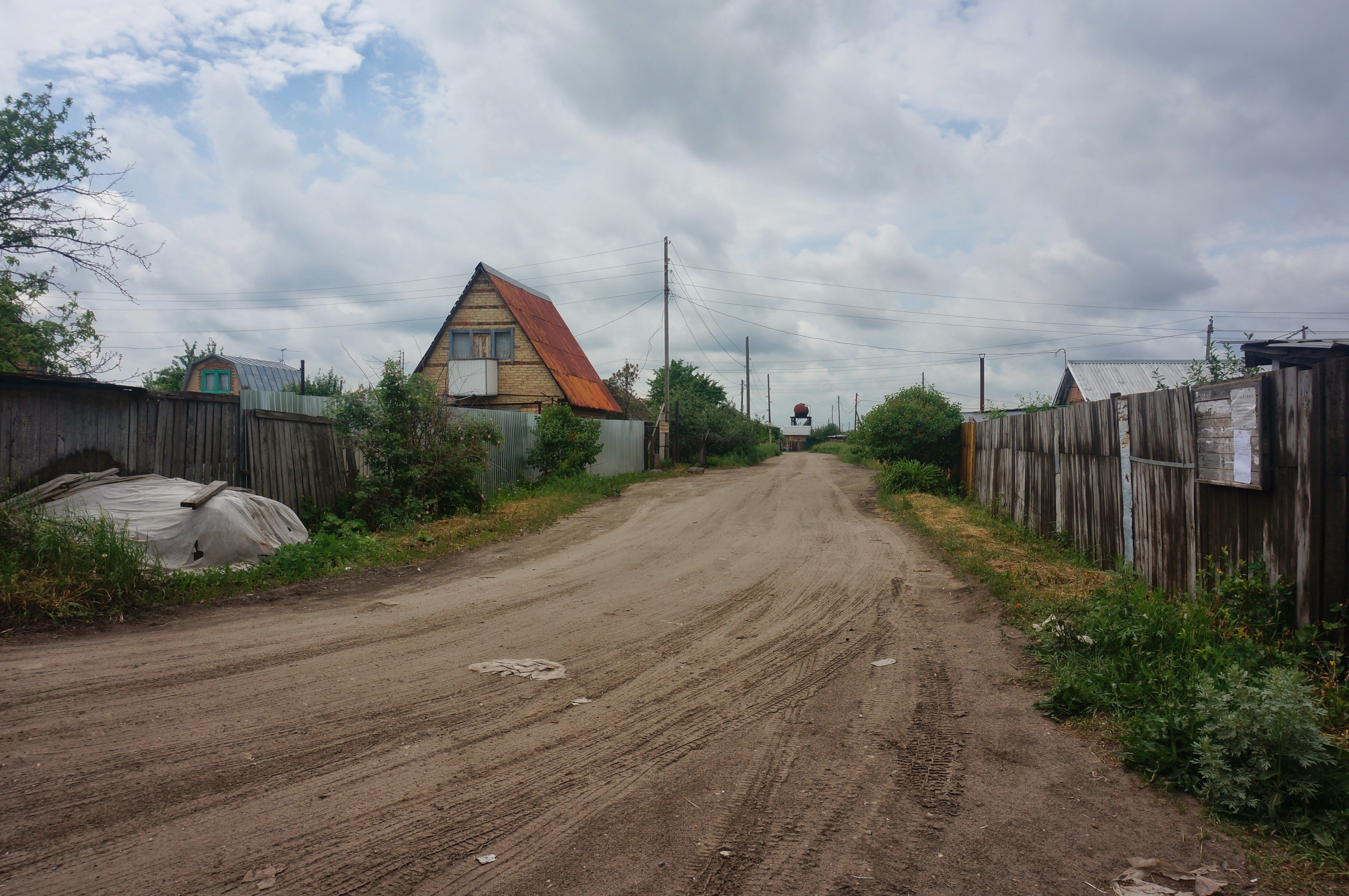
Улица в деревне
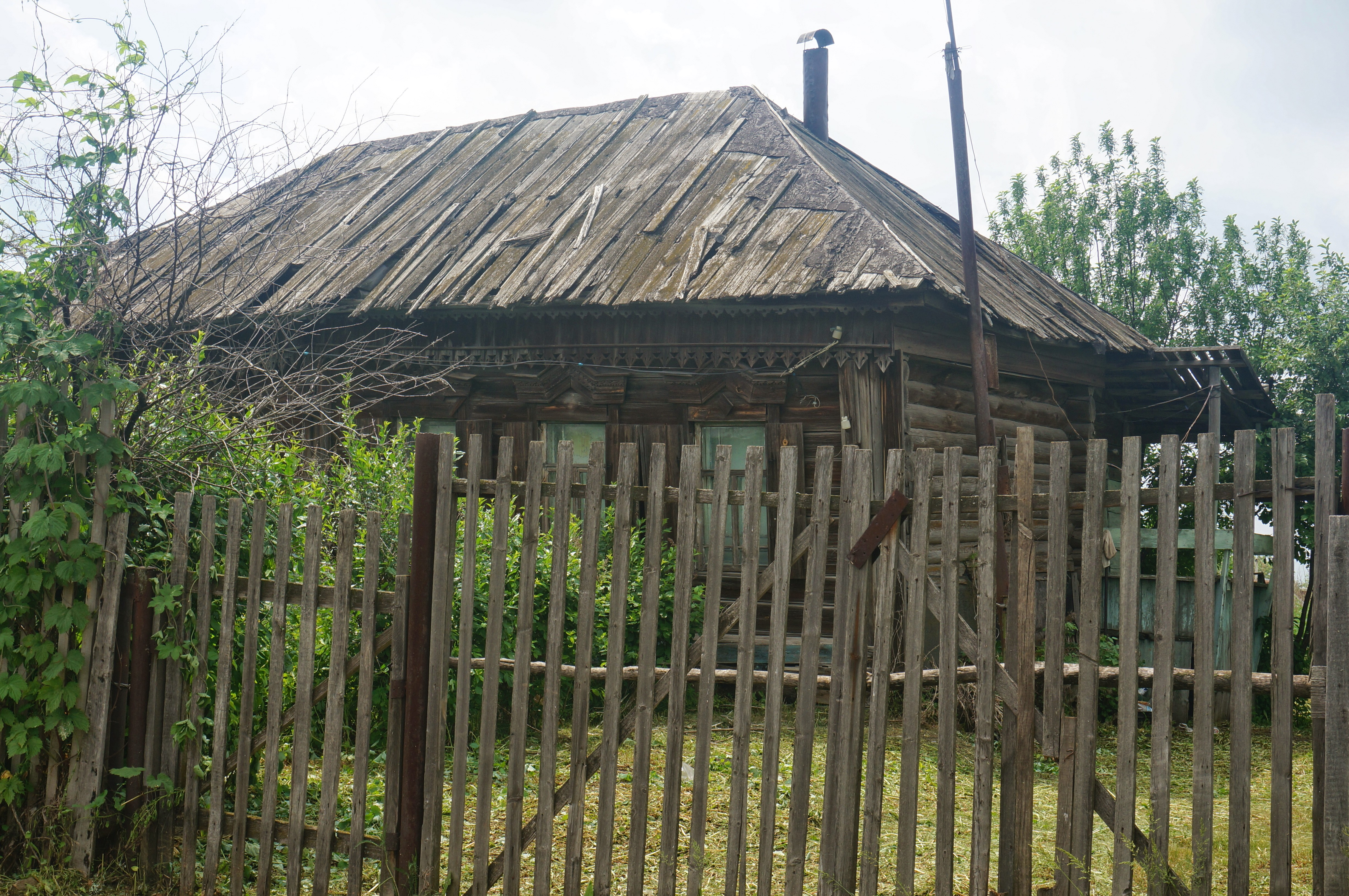
Заброшенный дом
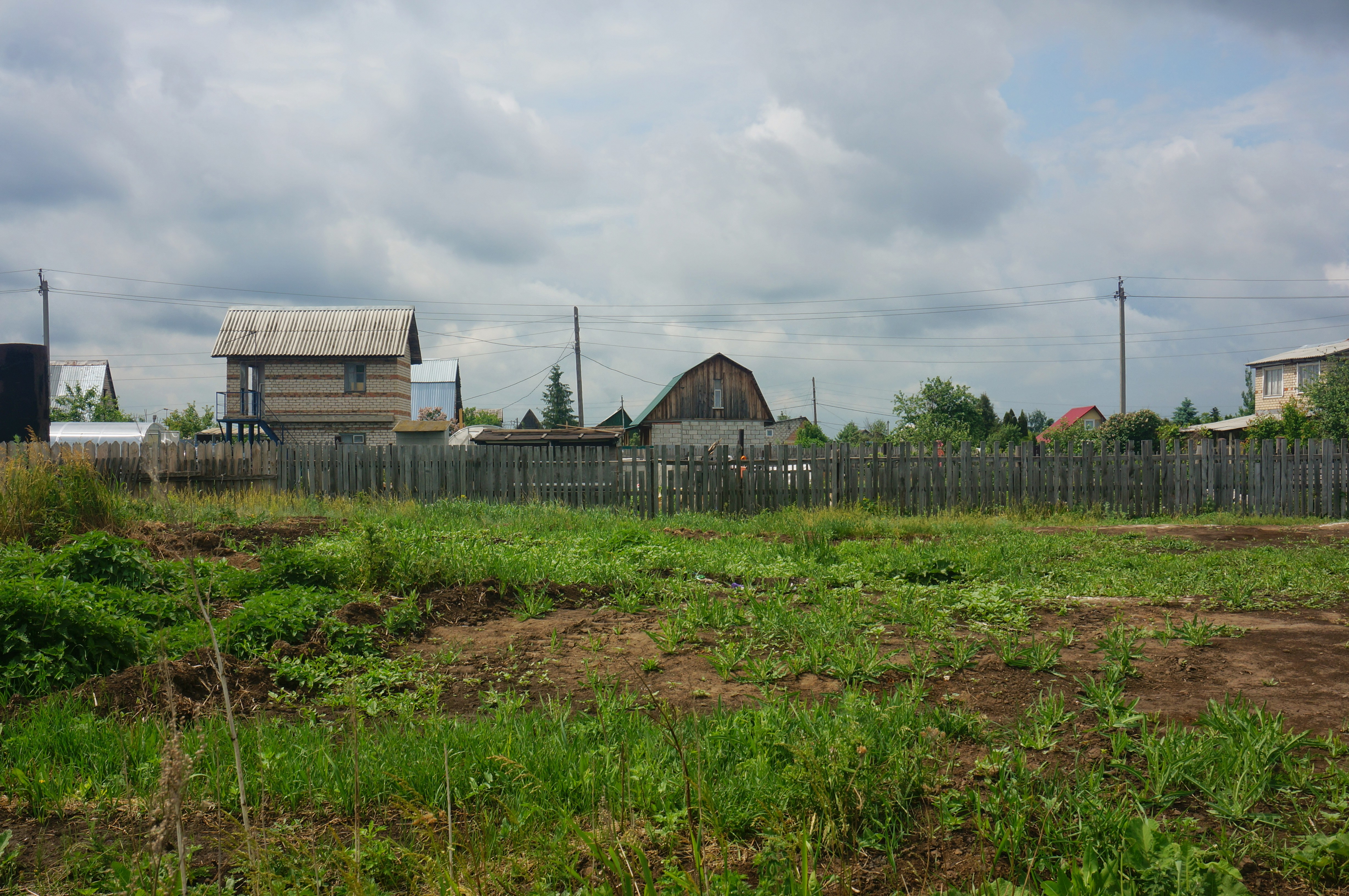
Вид на деревню